# Dinamo Dżambuł
Dinamo Dżambuł (kaz. Динамо Жамбыл Футбол Клубы, Dinamo Żambył Futboł Kłuby) – kazachski klub piłkarski z siedzibą w mieście Dżambuł, działający w latach 1950–1959.

## Historia
Chronologia nazw:
- 1950: Dinamo Dżambuł (kaz. Динамо Жамбыл, ros. «Динамо» Джамбул)
- 1959: klub rozwiązano

Piłkarska drużyna Dinamo została założona w Dżambule w 1950 roku. W 1950 zespół startował w rozgrywkach Pucharu ZSRR. W 1953, 1958 i 1959 występował w Mistrzostwach Kazachskiej SRR. Również w 1958 brał udział w Pucharze Kazachskiej SRR. 
Po zakończeniu sezonu 1959 klub został rozwiązany. W 1960 roku w mieście powstał nowy klub Metallist, do którego przeniosło się wielu piłkarzy Dynama.

## Sukcesy
- Puchar ZSRR:
  - 1/64 finału (1x): 1950.

## Inne
- Chimik Dżambuł